# Adam Driver

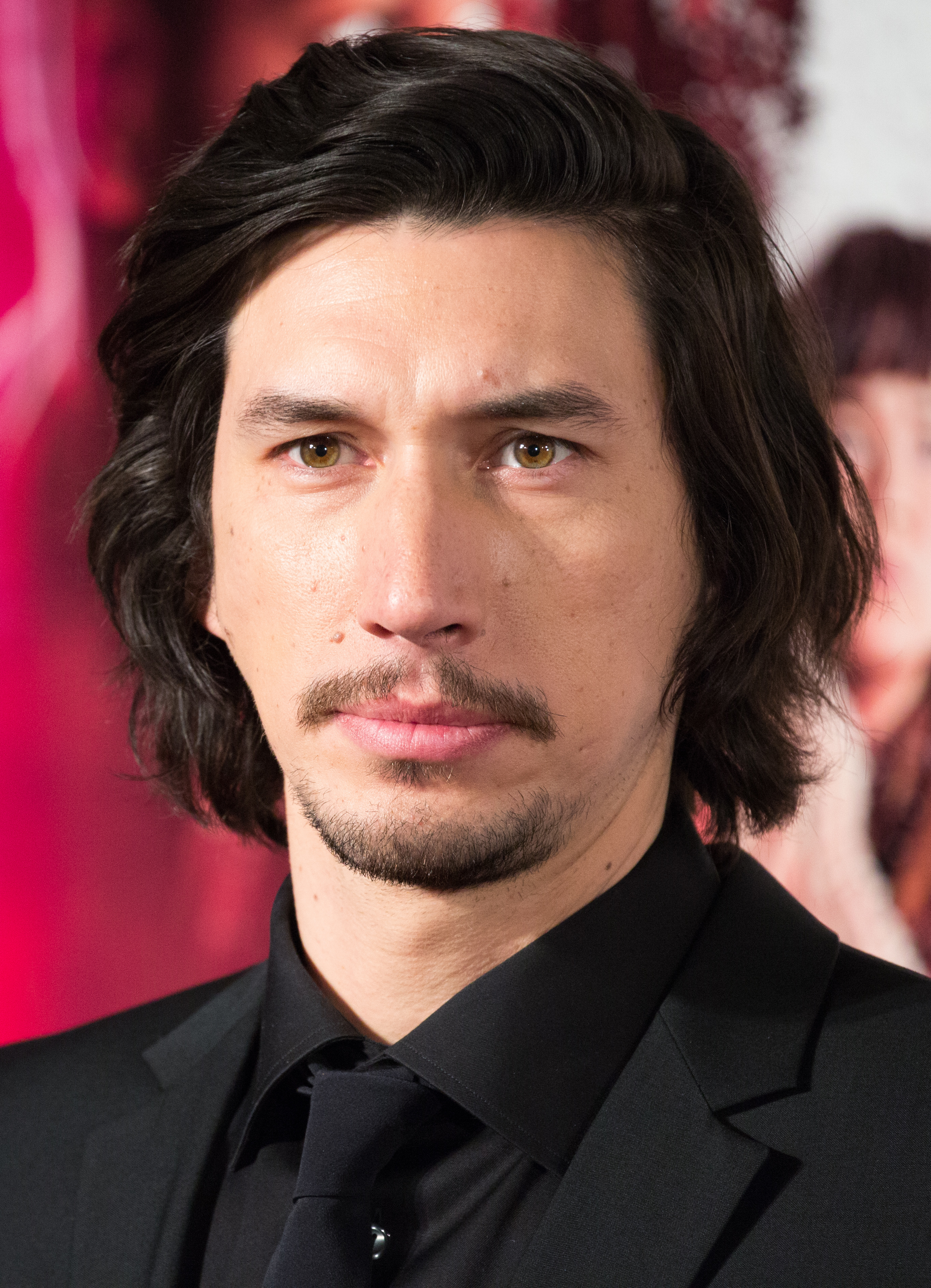
Adam Driver (2017)

Adam Douglas Driver (* 19. November 1983 in San Diego, Kalifornien) ist ein US-amerikanischer Schauspieler.
International bekannt wurde Driver durch die Verkörperung des Kylo Ren in der Sequel-Trilogie der Star-Wars-Filmreihe. Für seine Rollen des Polizisten Flip Zimmerman in BlacKkKlansman und des Theaterregisseurs Charlie Barber in Marriage Story wurde er 2019 und 2020 für den Oscar als Bester Nebendarsteller bzw. Bester Hauptdarsteller nominiert.

## Leben und Karriere
Driver zog im Alter von sieben Jahren mit seiner Mutter von San Diego nach Mishawaka, Indiana, wo er die Highschool besuchte. Wenige Monate nach den Terroranschlägen vom 11. September 2001 ging er für zwei Jahre zur 1st Marine Division. Anschließend studierte er bis 2009 an der Juilliard School in New York Schauspiel und trat danach in Broadway- und Off-Broadway-Produktionen auf. Bekannt wurde er zunächst durch die Serie Girls (2012–2017), in der er in allen Staffeln als Adam zu sehen war. Diese Rolle brachte ihm dreimal eine Emmy-Nominierung ein.
Am 22. Juni 2013 heiratete Driver seine langjährige Lebensgefährtin Joanne Tucker. Sie übernahm die künstlerische Leitung der von ihm gegründeten Non-Profit-Organisation „Arts in the Armed Forces“.
In der Sequel-Trilogie der Star-Wars-Filmreihe (Das Erwachen der Macht, Die letzten Jedi, Der Aufstieg Skywalkers) übernahm Driver von 2015 bis 2019 die Rolle des Antagonisten Kylo Ren. In Jim Jarmuschs Film Paterson über einen dichtenden Busfahrer spielte er die titelgebende Hauptrolle.
2017 wurde er in die Academy of Motion Picture Arts and Sciences aufgenommen, die jährlich die Oscars vergibt.
2019 brachte ihm seine Mitwirkung in Spike Lees Film BlacKkKlansman eine Oscar-Nominierung als Bester Nebendarsteller ein. Eine weitere Oscar-Nominierung folgte ein Jahr später für die Hauptrolle in Noah Baumbachs Beziehungsdrama Marriage Story (2019). 2019 spielte er den Senatsmitarbeiter Daniel J. Jones in dem Filmdrama The Report sowie eine Nebenrolle in Jim Jarmuschs Horrorkomödie The Dead Don’t Die.
2021 spielte Driver in Ridley Scotts historischem Filmdrama The Last Duel sowie in dem Biopic-Krimi House of Gucci, wo er an der Seite von Lady Gaga die Hauptrolle des ermordeten italienischen Milliardärs und Gucci-Erben Maurizio Gucci spielt. Im selben Jahr ist er auch zusammen mit Marion Cotillard in dem Musikdrama Annette zu sehen.
Adam Driver hat keine deutsche Feststimme. In der deutschen Synchronisation wird er derzeit, mit wenigen Ausnahmen, meistens von Robert Glatzeder oder Julien Haggège gesprochen.

## Filmografie (Auswahl)
- 2009: The Unusuals (Fernsehserie, Episode 10)
- 2010: Law & Order (Fernsehserie, Episode 20x15)
- 2010: Ein Leben für den Tod (You Don’t Know Jack, Fernsehfilm)
- 2011: J. Edgar
- 2012: Law & Order: Special Victims Unit (Fernsehserie, Episode 13x11)
- 2012: Not Waving but Drowning
- 2012: Lincoln
- 2012: Frances Ha
- 2012–2017: Girls (Fernsehserie, 49 Episoden)
- 2013: Inside Llewyn Davis
- 2013: Spuren (Tracks)
- 2013: The F-Word – Von wegen nur gute Freunde! (The F Word)
- 2014: Hungry Hearts
- 2014: Gefühlt Mitte Zwanzig (While We’re Young)
- 2014: Sieben verdammt lange Tage (This Is Where I Leave You)
- 2015: Die Simpsons (The Simpsons, Fernsehserie, 1 Folge, Stimme)
- 2015: Star Wars: Das Erwachen der Macht (Star Wars: The Force Awakens)
- 2016: Midnight Special
- 2016: Paterson
- 2016: Silence
- 2017: The Meyerowitz Stories (New and Selected)
- 2017: Logan Lucky
- 2017: Bob’s Burgers (Fernsehserie, 2 Folgen, Stimme)
- 2017: Star Wars: Die letzten Jedi (Star Wars: The Last Jedi)
- 2018: BlacKkKlansman
- 2018: The Man Who Killed Don Quixote
- 2019: The Report
- 2019: The Dead Don’t Die
- 2019: Marriage Story
- 2019: Star Wars: Der Aufstieg Skywalkers (Star Wars: The Rise of Skywalker)
- 2021: Annette
- 2021: The Last Duel
- 2021: House of Gucci
- 2022: Weißes Rauschen (White Noise)
- 2023: 65
- 2023: Ferrari
- 2024: Megalopolis

## Theaterauftritte
- 2009: Slipping
- 2009: The Retributionists
- 2010: Little Doc
- 2010: Der Wald (The Forest)
- 2010: Mrs. Warren’s Profession
- 2010–2011: Angels in America
- 2011: Man and Boy
- 2012: Look Back in Anger
- 2019: Burn This
- 2024: Hold on to Me Darling

## Auszeichnungen (Auswahl)
Academy Awards
- 2019: nominiert in der Kategorie Bester Nebendarsteller für BlacKkKlansman
- 2020: nominiert in der Kategorie Bester Hauptdarsteller für Marriage Story

British Academy Film Award
- 2019: nominiert in der Kategorie Bester Nebendarsteller für BlacKkKlansman
- 2020: nominiert in der Kategorie Bester Hauptdarsteller für Marriage Story

Emmy Awards
- 2013: nominiert in der Kategorie Nebendarsteller in einer Comedyserie für Girls
- 2014: nominiert in der Kategorie Nebendarsteller in einer Comedyserie für Girls
- 2015: nominiert in der Kategorie Nebendarsteller in einer Comedyserie für Girls

Golden Globe Award
- 2019: nominiert in der Kategorie Bester Nebendarsteller für BlacKkKlansman
- 2020: nominiert in der Kategorie Bester Hauptdarsteller – Drama für Marriage Story
- 2023: nominiert in der Kategorie Bester Hauptdarsteller – Komödie/Musical für Weißes Rauschen

Screen Actors Guild Award
- 2013: nominiert in der Kategorie Bestes Schauspielensemble für Lincoln
- 2019: nominiert in der Kategorie Bester Nebendarsteller für BlacKkKlansman
- 2019: nominiert in der Kategorie Bestes Schauspielensemble für BlacKkKlansman
- 2020: nominiert in der Kategorie Bester Hauptdarsteller für Marriage Story

Tony Award
- 2019: nominiert in der Kategorie Bester Hauptdarsteller für Burn This